# 剪子弯山
剪子弯山（亦称剪子弯梁子、尖子弯山），属沙鲁里山，雄峙于四川省雅江县香格宗乡西侧，呈西北-东南走向，为雅砻江与吉珠沟的分水岭，因翻越其驿道傍山成剪刀形弯曲而上故名，藏名“博浪贡”，意为全天有雾的山顶。相对高度在一千米以上，山脊在海拔4000米以上，主峰夺阿拉错。东坡森林茂密，以云杉，冷杉，高山松，麻砾为主，西接卡子拉山，牧草丰盛绵延至理塘。川藏公路盘山翻越的剪子弯山口是318国道在康巴地区的最高山口之一。